# 만엽집

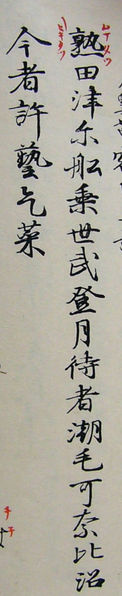
만엽집 제1권

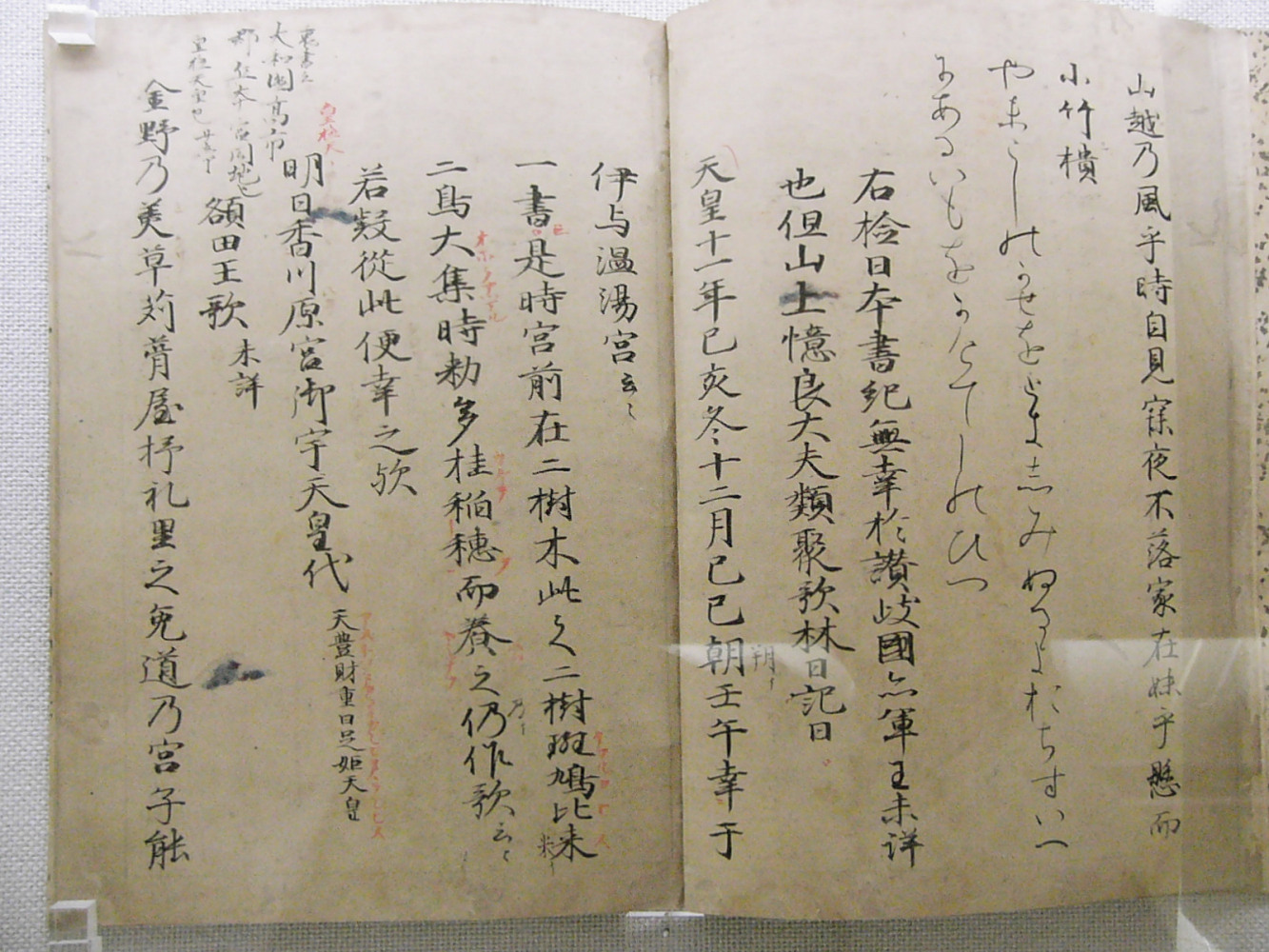
원력교본 만엽집(元暦校本万葉集)

만엽집(일본어: 万葉集 만요슈[*])는 7세기 후반에서 8세기 후반에 걸쳐서 만들어진 책이며, 일본에 현존하는 고대 일본의 가집(歌集)이다. 일본어의 한자가 신자체화 되기 전에 쓰인 책이기 때문에 원래 표기는 '萬葉集'이지만, 신자체화 뒤로는 '万葉集'라고 쓰고 있다.
이 책의 성립은 759년 이전이라고 볼 수 있으며, 일본 천황, 귀족부터 잘 알려지지 않은 신분의 사람까지, 여러 신분의 사람들의 이야기를 읊은 노래를 4500개 이상 모은 것이다.
나라 시대의 한국에서 전래된 문화 유행기의 일본의 전통적 예술작품이다. 구성·가제(歌題)·가형(歌形) 등에 한반도와 대륙 문화사상의 영향이 보인다.

## 책 이름의 유래
‘만엽집’의 의미에 대해서는 몇 가지의 설이 제시되어 있다.
1)하나는 '온갖 말(万の言の葉)'을 모았다는 뜻이라고 하는 설로, '수많은 말(多くの言の葉):노래를 모은 것'이라고 풀이한 것이며, 이 설은 예로부터 센가쿠(仙覚)나 가모노 마부치(賀茂真淵)에게 지지를 받아왔다. 센가쿠의 《만엽집주석(万葉集註釈)》은,
| “ | 야마토(일본) 노래는 사람의 마음을 씨앗 삼아 온갖 말이 되었다. (やまとうたは人の心をたねとしてよろづのことのはとぞなれりける | ” |
|   | — 고금와카집(古今和歌集), '가나 서(仮名序)'                                                                                 |   |

라는 구절을 인용하고 있다. 다만 고금집(古今集)의 성립은 시대가 만엽집 이전 시대이므로 이 어구의 해석이, 만엽집 성립 뒤에 완성된 것이라고 볼 수 있다. 가능성은 사실 거의 희박하고 이것을 그대로 만요슈에 적용시키는 것은 사실상 거의 불가능하다.
2)그 외에도 '오랫동안 전해져야 할 노래 모음'(契沖 게이추[*]나 鹿持雅澄 가모치 마사즈미[*])이라고 하는 설, '葉'을 그대로 나뭇잎이라고 해석해서 '나뭇잎을 노래에 비유했다'는 의미라는 설 등이 있다.
3)만엽집의 연구자들 사이에서 주류를 이루는 것은, 고지키의 서문에 "後葉に流へむと欲ふ"라고 되어 있듯이, '葉'을 '世'의 의미로 받아들여 '먼 훗날까지 오랫동안 전해져야 할 노래 모음(万世にまで末永く伝えられるべき歌集)'의 의미로 받아들이는 것이다.

## 편수
만엽집의 성립에 대해 자세한 것은 잘 알려져 있지 않다. 여러 가설이 있는데, 먼저 칙찬설(勅撰說; 천황의 칙명으로 편찬했다는 설), 다치바나노 모로에(橘諸兄)설, 오토모노 야카모치(大伴家持)설 등, 일찍이 여러 설로 나뉘어 있지만, 현재는 야카모치설이 가장 유력하다. 다만 만엽집은 한 사람의 작품이 아니요 권마다 작자가 다르고, 야카모치가 최종적으로 20권으로 정리했다는 설이 주류이다.

## 성립
만엽집이 20권으로 정리된 연대 또는 권마다의 성립 연대에 관해 명기된 것은 전혀 없지만, 내부의 정황 증거로부터, 대강 이하의 순서로 증보되었다고 추정한다.
1권 전반부（1 - 53번）… 원(原)만엽집
각 천황을 "天皇"로 표기. 만엽집의 원형이라고도 할 만한 존재이다. 지토 천황(持統天皇)이나 가키노모토노 히토마로(柿本人麻呂)가 관여했다고 추측.
1권 후반부 + 2권 증보 … 2권본(本) 만엽집
겐메이 천황(元明天皇의 치세 기간을 현재로 표기하고 있으며, 2대 앞의 지토 천황을 "太上天皇"으로, 1대 앞의 몬무 천황을 '大行天皇'으로 표기. 겐메이 천황이나 오노 야스마로(太安万侶)가 관여했다고추측.
3권~15권 + 16권의 일부 증보 … 15권본 만엽집
게이추(契沖)가, 만엽집은 1~16권에서 1번 완성했고 그 뒤에 17~20권이 증보되었다고 하는, 만엽집 2회 편찬설을 주창한 이래로, 이 문제에 관해서 수많은 논의가 행해져 왔지만, 15권까지밖에 목록이 존재하지 않는 고사본(겐레키코혼(元暦校本), 아마가사키혼(尼崎本)등)의 존재나 선행 자료의 인용 방법, 部立에 의한 분류의 유무 등, 만엽집이 16권을 경계로 나뉜다고 하는 생각을 뒷받침하는 증거는 많다. 겐쇼 천황(元正天皇), 이치하라오(市原王), 오토모노 야카모치(大伴家持), 오토모노 사카노우에노이라쓰메(大伴坂上郎女) 등이 관여했다고 추측.
나머지 권 증보 … 20권본 만엽집
엔랴쿠(延暦) 2년(783년) 무렵에 오토모노 야카모치가 완성했지만 세상에 퍼트리지 않았다. 엔랴쿠 4년(785년)에 야카모치가 죽고, 오토모노 쓰기히토(大伴継人)가 후지와라노 타네쓰구(藤原種継)를 암살하여 야카모치도 연좌되었기 때문이다. '만엽집'은 야카모치가 사후에 사면을 받은 엔랴쿠 25년(806년)에 간신히 완성되었다고 할 수 있다.

## 구성
전체 20권이지만 처음부터 끝까지 일관성 있게 편집한 책이 아니다. 몇 권 단위로 편집된 것을 한 데 모아 가집으로 만든 듯하다. 수록된 노래는 4500여 수에 이르지만, 판본에 따라 노래의 숫자가 다르다.
각 권은 연대순이나 부류별, 구니(国)별 등으로 배열하였다. 또한 각 권의 노래는 무언가의 부류로 나뉘어 있다.
내용상으로는 크게 조카(雑歌)・소몬카(相聞歌)・반카(挽歌) 등 세 가지로 나눌 수 있다.
조카(雑歌)'갖가지 노래'(くさぐさのうた)라는 뜻으로 소몬카・반카 이외의 노래가 담겨 있다. 공적인 성질을 가진 궁궐과 관계된 노래, 여행 중에 읊은 노래, 자연이나 사계절을 찬미한 노래 등이다.
소몬카(相聞歌)'소몬'(相聞)은 서로 겪은 소식을 통해서 문답을 교환하는 것을 말하며, 주로 남녀의 사랑을 읊는 문답 형식의 노래이다.
반카(挽歌)관을 끌 때의 노래. 망자를 애도하고 추모하는 노래이다.
표현 양식으로는,
기부쓰친시(寄物陳思)사랑의 감정을 자연으로 비유해서 표현.
세이주쓰신쇼(正述心緒)감정을 직접적으로 표현.
에이부쓰카(詠物歌)사계절을 표현.
히유카(譬喩歌)자신의 생각을 사물에 빗대어 표현.
등으로 나뉜다.
14권만 아즈마우타(東歌)란 이름이 있다. 이 권에는, 상총・하총・상륙・신농사국의 잡가、원강・준하・이두・상모・무장・상총・하총・상륙・신농・상야・하야・륙오 십이국의 상문왕래가、원강・준하・상모・상야・륙오 오국의 비유가・나라의 알 수 없는 잡가、상문왕래가・방인가・비유가・만가 등이 수록되었다. 가체는 단가(短歌)・장가(長歌)・旋頭歌의 3가지로 분류되어 있다. 짧은 구는 5음절로 표기되고, 긴 구는 7음절로 표기된다.
단가57577의 5구로 구성되어 있다.
장가20구, 또는 수십 구로 구성되는 경우가 대부분이다. 장가의 마지막에는 구별되어 있고 1수가 一머리가 여럿 더해진 단가(短歌)는 반가(反歌)라 불린다.
세도카(旋頭歌)단가에 1번 편성한 것을 다시 더한 형태로 형식은 2번 반복한 형태이다. 머리에 해당되는 3구를 꼬리의 3구의 다음에 두는 것도 가능한 때에 선두가(세도카,旋頭歌)라고 전해진다.

## 시기의 구분
노래를 만든 시기는 크게 4기로 구분한다.

### 제1기
629년에서 672년까지 일본 황실의 행사나 중요한 일에 관련된 노래가 많다. 대표적인 작가로서는 누카타노 오키미(額田王)가 잘 알려져 있다. 그 밖에도 舒明天皇・天智天皇・有間皇子・가가미노 오키미(鏡王女)・藤原鎌足 등이 불렀던 노래가 있다.

### 제2기
710년까지 대표적인 작가로서는 柿本人麻呂・다케치노 구로토(高市黒人)・나가노 오키마로(長意貴麻呂)등의 관리들 의례적인 곳에서의 궁정찬가와 돌림(旅)의 노래 등이 유명하다. 다른 것으로는 덴무 천황・지토 천황・大津 황자・大伯 황녀・ 志貴황자 등이 있다.

### 제3기
733년, 당시 일본에서는 여러 계층 사람들이 노래를 짓곤 했다. 대표적인 작가로는 자연 풍경을 배경으로 삼아서 서경 노래를 지은 야마베노 아카히토(山部赤人), 풍류로 서정에 넘친 장가를 읊은 大伴旅人, 인생의 고뇌와 하층 계급에 관심이 많은 야마노에노 오쿠라(山上憶良), 전설 속에서 소재를 찾아낸 高橋虫麻呂、여자의 한을 부른 사카노 우에노 이라쓰메(坂上郎女)등이 있다.

### 제4기
759년, 대표적인 작가는 여행자인 오토모노 야카모치(일본어: 大伴家持)・가사노 이라쓰메(笠郎女)・오토모노 노사카노 우에노 이라쓰메(大伴坂上郎女)・다치바나노 모로에(橘諸兄)・나카토미노 야카모리（中臣宅守）・사노노오토가미노 오토메(狭野弟上娘子)・湯原王 등이다.
노래의 작자층을 보면 황족이나 귀족에서부터, 중・하급 관리에게서 퍼져 나갔고 작자 미상의 노래는 기내(畿内 :수도권)의 하급관인이나 서민의 노래를 볼 수 있었고, 또 東歌이나 防人歌등에 보이는 것과 같이 서민에 폭넓게 퍼져 있는 것을 알 수 있다. 게다가 지역적으로는 궁정주변에서 서울의 기내(畿内)、도호쿠(東国)에 범위가 시대와 같이 확대되었다고 생각된다.

## 와후쿠
방인의 노래(防人の歌), 東歌 등, 귀족 이외의 민중의 노래가 실려 있고 중요한 자료이기도 하다. 화려한 기교는 별로 보이지 않고 소박하고 솔직한 노래이다. 가모노 마부치(賀茂真淵)는 이것을 평가했고 ますらをぶり를 이렇게 표현했다.

## 만요가나
만요슈는 전체 문장이 한자로 쓰여져 있고, 한문어순으로 구성되어 있다. 그러나 노래는 일본어 어순으로 구성되어 있다. 노래는, 표의적으로 한자로 표현한 것이나, 표음적으로 한자를 표현한 것이나, 표의나 표음 두가지를 나타낸 것이나 문자를 사용하지 않는 경우 등 사용 방법이 다양하다.
만엽집이 편찬될 무렵에는 아직 가나는 만들어지지 않았기 때문에 한글 어순으로 쓰던 고구려, 백제의 차자 표기법과 신라의 향찰이나 이두와 마찬가지로, 만엽집에서는 만요가나라고 불리는 독특한 표기법을 사용했다.
만엽집은 삼국 시대에서 사용했던 한자의 음훈의 사용과 마찬가지로, 한자의 의미와는 관계없이 한자의 음훈 만을 차용해서 일본어로 표기하려고 했던 것이다. 이러한 의미에서 만요 가나는 한자를 이용하면서도, 최초로 일본에서 최초로 문자로 쓰여진 글이자, 일본인을 위해서 문자로 정착된 첫 번째 책이다.
만요가나는, 나라 시대 말에 문자의 모양이 조금씩 바뀌었고 획이 적은 문자를 많이 사용하게 되었다. 헤이안 시대로 오면 그 경향이 계속 나타나면서, 경제적으로는 효율성 있고 간략한 문자가 계속 쓰이게 되고, 문자 형태를 계속 간략화(草略)하거나 일부 문자를 생략(省画)해서 만들어졌다. 그렇게 해서 "히라가나"와 "가타가나"가 창조되었던 것이다.
현재에도 일본에서 만요가나는 각 지역에서 사용되고, 지명에서는 대부분 만요 지명에서 유래된 것이 많이 있다.

### 만요가나로 쓰인오토모노 야카모치의 노래
(만요가나 문장): 去來子等　早日本邊　大伴乃　御津乃濱松　待戀奴良武

(한국식 발음): 거래자등　조일본변　대반내　어진내빈송　대련노량무

(훈):いざ子ども　早く日本へ　大伴の　御津の浜松　待ち恋ひぬらむ— (권1-63)

(만요가나 문장): 都流藝多知　伊与餘刀具倍之　伊尓之敝由　佐夜氣久於比弖　伎尓之曾乃名曾

(한국식 발음):  도류예다지　이여여도구배지　이이지폐유　좌야기구어비弖　기이지증내명증

(훈): 剣大刀　いよよ研ぐべし　古ゆ　清けく負ひて　来にしその名そ— (권20-4467)

## 한국어 번역
만엽집을 일부나마 가장 먼저 한국어(조선어)로 옮긴 이는 서두수로 생각된다.
서두수는 1942년 11월 2일부터 동월 12일까지 만엽집 방인가를 조선어로 번역하여 〈防人歌(사끼모리노우다) : 치졸한 이식〉 제하에 《매일신보》에서 연재하였다. 의미 뿐만 아니라 낯설기는 하여도 형식, 즉 5·7·5·7·7의 음수율까지도 조선의 신민에 이식하고자 일부를 제외하면 이를 따르며 번역하였다. 그런 의미에서 자신의 번역을 낮추어 제목을 치졸한 이식이라고 이름붙인 것이다. 한편 김억은 1943년 7월 28일에서 동년 8월 31일까지 매일신보에 발췌번역 '만엽집초역'을 연재하였고, 동년 7월 20일부터 '선역애국백인일수'를 동신문에 연재하였다. 김억은 5·7·5·7·7의 와카를 초장 3·4·3·4에 종장 3·5·4·3의 양장시조형으로 번역한다는 규칙을 세워 이것을 엄격하게 지켰다. 선역애국백인일수는 1944년 8월 같은 제목으로 단행본으로 출간되었다.
서두수는 당시 제국 일본 및 식민지 조선에서 유행하던 민족성 담론의 영향으로 조선에 일본심, 즉 일본 민족성과 심성의 이식을 위해 번역했던 것으로 보이며, 한편 김억은 국어(일본어) 보급이라는 측면에 보다 중심을 두었다고 보인다. 광복 후 이들 번역은 그 존재가 잊혀져 후대의 번역에서 참고가 되지 못했다.

## 같이 보기
- 만요가나
- 만요 학자
- 역사적 가나 표기법
- 상대 특수 가나 표기법
- 만요 지명
- 湯桶読み
- 나라 현립 만요 문화관
- 레이와 시대: 2019년 5월부터 사용하게 될 일본의 연호인 '레이와'(令和)가 만엽집의 표현에서 유래하였으며, 일본의 연호들 중 처음으로 일본 고전에서 유래하였다.

## 만엽집을 소재로 한 작품
- 다카라즈카 가게키단(宝塚歌劇団)
- "꼭두서니 서있는 보라색 꽃"(あかねさす紫の花)
- "あしびきの山の雫に"
- "언어의 정원"